# Condado de Oświęcim
Condado de Oświęcim (polaco: powiat oświęcimski) é um powiat (condado) da Polónia, na voivodia da Pequena Polónia. A sede do condado é a cidade de Oświęcim. Estende-se por uma área de 406,03 km², com 153 352 habitantes, segundo o censo de 2005, com uma densidade de 377,69 hab/km².

## Divisões admistrativas
O condado possui:
Comunas urbanas: Oświęcim
Comunas urbana-rurais: Brzeszcze, Chełmek, Kęty, Zator
Comunas rurais: Osiek, Oświęcim, Polanka Wielka, Przeciszów
Cidades: Oświęcim, Brzeszcze, Chełmek, Kęty, Zator

## Demografia
População (dados de 30 de Junho de 2005):
|          | Total   | Total | Mulheres | Mulheres | Homens  | Homens |
| -------- | ------- | ----- | -------- | -------- | ------- | ------ |
|          | pessoas | %     | pessoas  | %        | pessoas | %      |
| Total    | 153 352 | 100   | 78 584   | 51,2     | 74 768  | 48,8   |
| Cidades  | 85 134  | 100   | 44 350   | 52,1     | 40 784  | 47,9   |
| Povoados | 68 218  | 100   | 34 234   | 50,2     | 33 984  | 49,8   |